# Conjugué anticorps-médicament

Structure schématique d'un conjugué anticorps-drogue (ADC)

Les conjugués anticorps-médicaments (en anglais antibody-drug conjugates ou ADC) sont une classe de médicaments biopharmaceutiques conçus comme une thérapie ciblée pour le traitement des cancers. Contrairement à la chimiothérapie, les ADC sont conçus pour cibler et tuer les cellules tumorales tout en épargnant les cellules saines. En 2019, quelque 56 sociétés pharmaceutiques développaient des ADC.
Les ADC sont des molécules complexes composées d'un anticorps lié à une charge utile ou à un médicament cytotoxique (anticancéreux) biologiquement actif. Les conjugués anticorps-médicaments sont des exemples de bioconjugués et d'immunoconjugués.
Les ADC combinent les capacités de ciblage des anticorps monoclonaux et la capacité de destruction du cancer des médicaments cytotoxiques. Ils peuvent être conçus pour faire la distinction entre les tissus sains et les tissus malades.

## Mécanisme d'action

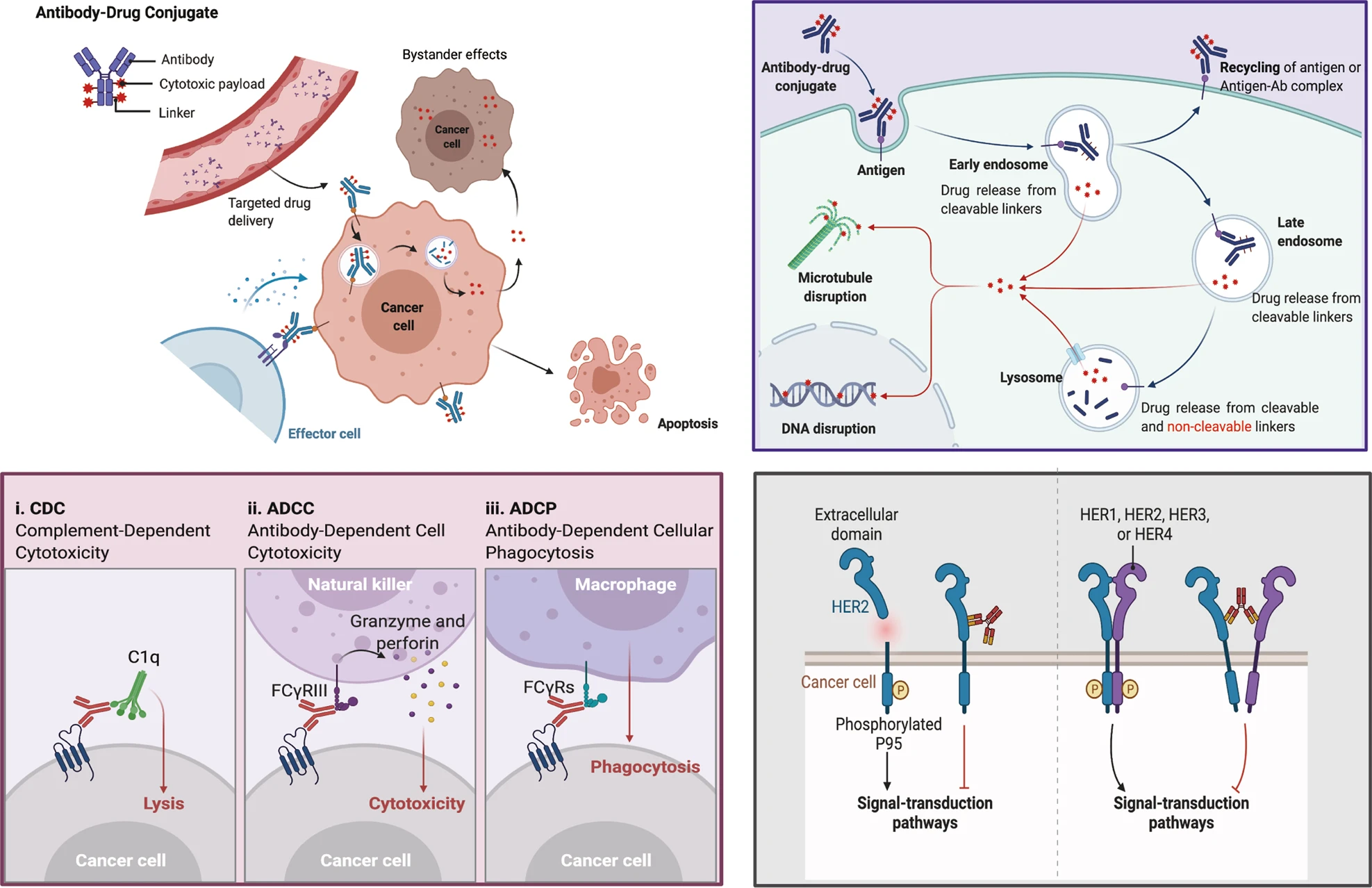
Différents mécanismes d'action pour tuer la cellule cancéreuses : En haut à droite mécanisme principale En bas à gauche L'anticorps du conjugué déclenche plusieurs mécanismes mortels dépendant des anticorps En bas à droite Le composant anticorps du conjugué conserve son profil d’activité et amortit la signalisation en aval pour inhiber la croissance tumorale.

Les conjugués anticorps-médicament jouent en synergie le rôle de ciblage « spécifique » et l’effet destructeur « efficace » sur les cellules cancéreuses. Ces médicaments sont comme un « missile biologique » guidé avec précision, capable de détruire les cellules cancéreuses avec précision, améliorant ainsi la fenêtre thérapeutique et réduisant les effets secondaires non ciblés.Une fois que l'anticorps du conjugué est lié aux antigènes cibles spécifiquement exprimés sur les cellules cancéreuses, le conjugué anticorps-médicament est endocytosé/intériorisé par les cellules pour former un endosome précoce, suivi d'une maturation en endosomes tardifs et finalement fusionné avec des lysosomes. Les charges utiles cytotoxiques sont finalement libérées via une libération médiée par des produits chimiques ou des enzymes dans les lysosomes, entraînant l'apoptose ou la mort des cellules via le ciblage de l'acide désoxyribonucléique ou des microtubules. Lorsque la charge utile libérée est perméable ou transmembranaire, elle peut également induire un effet spectateur pour améliorer l'efficacité du conjugués anticorps-médicament. De plus, l’effet de ces médicaments peut également modifier le microenvironnement tumoral, ce qui peut à son tour renforcer l’effet destructeur des conjugués anticorps-médicaments.
L'activité anticancéreuse des conjugués anticorps-médicament est également impliquée dans les effets de cytotoxicité médiée par les anticorps, la phagocytose dépendante  des anticorps et la cytotoxicité médiée par le complément,. Le segment Fab de l'anticorps de certains conjugués anticorps-médicament pourrait se lier à l'épitope antigénique des cellules infectées par le virus ou des cellules tumorales tandis que le segment Fc se lie au récepteur Fc à la surface des cellules tueuses (cellules NK, macrophages, etc.), médiant ainsi les effets de destruction directe. De plus, le composant anticorps du conjugué anticorps-médicament pourrait se lier spécifiquement à l'antigène épitopique des cellules cancéreuses et inhiber la transduction du signal en aval du récepteur de l'antigène. Par exemple, le trastuzumab du T-DM1 peut se lier au récepteur HER2 des cellules cancéreuses et bloquer la formation d'hétérodimère entre HER2 et HER1, HER3 ou HER4, ce qui inhibe les voies de transduction du signal  de survie et de prolifération cellulaire. pour induire l’apoptose cellulaire.

## Historique
Les médicaments qui ciblent les cellules tumorales et en ignorent d'autres ont été conçus dès 1900 par Paul Ehrlich, lauréat allemand du prix Nobel.
En 2001, le médicament de Pfizer/Wyeth, Gemtuzumab ozogamicin (nom commercial : Mylotarg) a été approuvé. Cependant, à la demande de la Food and Drug Administration (FDA) des États-Unis, la société l'a retirée en juin 2010 et l'a réintroduite sur le marché américain en 2017.
Le brentuximab védotine (nom commercial : Adcetris, commercialisé par Seattle Genetics et Millennium/Takeda)  a été approuvé par la FDA le 19 août 2011 pour le HL récidivant et le sALCL récidivant et a reçu une autorisation de mise sur le marché conditionnelle de l'Agence européenne des médicaments en octobre 2012.
L'emtansine de trastuzumab (ado-trastuzumab emtansine ou T-DM1, nom commercial : Kadcyla, commercialisé par Genentech et Roche) a été approuvée en février 2013 pour le traitement du cancer du sein métastatique HER2-positif (CBM) chez les personnes ayant reçu un traitement antérieur par trastuzumab et une chimiothérapie par taxane,.
La Commission européenne a approuvé l'Inotuzumab ozogamicine en monothérapie pour le traitement de la leucémie lymphoblastique aiguë (LLA) précurseur des lymphocytes B CD22-positifs ou récidivants chez l'adulte le 30 juin 2017 sous le nom commercial Besponsa (Pfizer/Wyeth), suivi le 17 août 2017 de la FDA.
Le premier conjugué anticorps-médicament immunologique (iADC), ABBV-3373, fait actuellement l'objet d'essais cliniques chez des participants atteints de polyarthrite rhumatoïde modérée à grave.
En 2019, AstraZeneca a accepté de verser jusqu'à 6,9 milliards de dollars américains pour développer conjointement le DS-8201, commercialisé sous le nom Enhertu, avec le japonais Daiichi Sankyo. Le DS-8201 transporte huit charges utiles, contre quatre jusqu'alors. En juin 2019, Daiichi Sankyo Co. fait état des succès très prometteurs des essais cliniques du médicament qui devrait être mis sur le marché d'ici la fin de l'année 2019. Enhertu (Trastuzumab deruxtecan (en)) bénéficie en France d'une autorisation temporaire d'utilisation en troisième ligne.

## Les différents conjugués anticorps-médicaments
Le tableau recense les conjugués anticorps-médicament disponible au 31 Décembre 2021 dans le monde et approuvé par une des agences des médicaments suivantes:  Food and Drug Administration, Agence européenne des médicaments, Agence des médicaments et dispositifs médicaux du Japon (Pharmaceuticals and Medical Devices Agency of Japan) et le Bureau national des médicaments de Chine (Medical Products Administration of China). 
| Nom                        | Nom commercial | Récepteur cible | Année d'approbation | Indications |
| -------------------------- | -------------- | --------------- | ------------------- | ----------- |
| Hémopathies malignes       |                |                 |                     |             |
| Gemtuzumab ozogamicine     | Mylotarg       | CD33            | 2001                |             |
| Brentuximab védotine       | Adcetris       | CD30            | 2011                |             |
| Inotuzumab ozogamicine     | Besponsa       | CD22            | 2017                |             |
| Moxetumomab pasudotox      | Lumoxiti       | CD22            | 2018                |             |
| Polatuzumab védotine       | Polivy         | CD79B           | 2019                |             |
| Bélantamab mafodotine      | Blenrep        | BCMA            | 2020                |             |
| Loncastuximab tésirine     | Zynlonta       | CD19            | 2021                |             |
| Tumeurs solides            |                |                 |                     |             |
| Ado-trastuzumab emtansine  | Kadcyla        | HER2            | 2013                |             |
| Enfortumab védotine        | Padcev         | Nectin-4        | 2019                |             |
| Fam-trastuzumab deruxtecan | Enhertu        | HER2            | 2019                |             |
| Sacituzumab govitecan      | Trodelvy       | Trop-2          | 2020                |             |
| Cetuximab sarotalocan      | Akalux         | EFGR            | 2020                |             |
| Disitamab védotine         | Aidixi         | HER2            | 2021                |             |
| Tisotumab védotine         | Tivdak         | TF              | 2021                |             |

## Sources de l'article
Fu, Z., Li, S., Han, S. et al. Antibody drug conjugate: the “biological missile” for targeted cancer therapy.                    Sig Transduct Target Ther 7, 93 (2022). https://doi.org/10.1038/s41392-022-00947-7 paru sous licence Creative Commons Attribution 4.0 International